# The Very Best of Connie Francis
The Very Best of Connie Francis – Connie's 21 Biggest Hits! es el tercer álbum recopilatorio de la cantante estadounidense Connie Francis, publicado en noviembre de 1963 a través de MGM Records.

## Lista de canciones
Créditos adaptados desde las notas del álbum.
| The Very Best of Connie Francis |                                        |          |  |
| N.º                             | Título                                 | Duración |  |
| 1.                              | «Who's Sorry Now?»                     | 2:16     |  |
| 2.                              | «I'm Sorry I Made You Cry»             | 2:27     |  |
| 3.                              | «Stupid Cupid»                         | 2:13     |  |
| 4.                              | «Fallin'»                              | 2:12     |  |
| 5.                              | «My Happiness»                         | 2:27     |  |
| 6.                              | «If I Didn't Care»                     | 2:37     |  |
| 7.                              | «Lipstick on Your Collar»              | 2:16     |  |
| 8.                              | «Frankie»                              | 2:30     |  |
| 9.                              | «You're Gonna Miss Me»                 | 2:43     |  |
| 10.                             | «Among My Souvenirs»                   | 2:30     |  |
| 11.                             | «Teddy»                                | 2:44     |  |
| 12.                             | «Everybody's Somebody's Fool»          | 2:37     |  |
| 13.                             | «My Heart Has a Mind of Its Own»       | 2:30     |  |
| 14.                             | «Many Tears Ago»                       | 1:55     |  |
| 15.                             | «Where the Boys Are»                   | 2:36     |  |
| 16.                             | «Breakin' in a Brand New Broken Heart» | 2:36     |  |
| 17.                             | «Don't Break the Heart That Loves You» | 3:02     |  |
| 18.                             | «Second Hand Love»                     | 2:49     |  |
| 19.                             | «Vacation»                             | 2:22     |  |
| 20.                             | «I'm Gonna Be Warm This Winter»        | 2:24     |  |
| 21.                             | «Follow the Boys»                      | 2:39     |  |

## Posicionamiento
| Gráfica (1963)                 | Pico de posición |
| ------------------------------ | ---------------- |
| Estados Unidos (Billboard 200) | 68               |